# 赤井三尋
赤井 三尋（あかい みひろ、1955年9月17日 - ）は、日本の小説家・推理作家。大阪府出身。

## 略歴
早稲田大学政治経済学部卒業後、ニッポン放送へ入社。30代半ばから執筆活動を開始し、文學界新人賞や江戸川乱歩賞の予選通過歴もある。
2003年、「二十年目の恩讐」で第49回江戸川乱歩賞を受賞した。同作は刊行に当たって、「翳りゆく夏」と改題された。
2006年、フジテレビ報道局へ転籍。

## 作品リスト

### 単著
- 『翳りゆく夏』（2003年8月 講談社 / 2006年8月 講談社文庫）
- 『どこかの街の片隅で』（2008年5月 講談社）
  - 【改題】『花曇り』（2011年5月 講談社文庫）
- 『死してなお君を』（2005年12月 講談社）
- 『2022年の影』（2008年5月 扶桑社）
  - 【改題】『バベルの末裔』（2011年11月 講談社文庫）
- 『月と詐欺師』（2010年12月 講談社 / 2013年8月 講談社文庫【上・下】）
- 『ジャズと落語とワン公と 天才!トドロキ教授の事件簿』（2011年10月 講談社）『面影はこの胸に』文庫

### アンソロジー
「」内が赤井三尋の作品
- 乱歩賞作家 黒の謎（2004年6月 講談社 / 2006年7月 講談社文庫）「秋の日のヴィオロンの溜息」

## 映像化作品

### テレビドラマ
- 翳りゆく夏（2015年1月18日 - 2月15日、WOWOW「連続ドラマW」枠で放送、主演：渡部篤郎）